# Pyronota refulgens
Pyronota refulgens är en skalbaggsart som beskrevs av Jean Baptiste Boisduval 1835. Pyronota refulgens ingår i släktet Pyronota och familjen Melolonthidae. Inga underarter finns listade i Catalogue of Life.